# Чемпионат мира по волейболу среди женских молодёжных команд 2001
11-й женский молодёжный чемпионат мира по волейболу проходил с 1 по 9 сентября 2001 года в Санто-Доминго (Доминиканская Республика) с участием 16 сборных команд, составленных из игроков не старше 20 лет. Чемпионский титул в 3-й раз в своей истории выиграла молодёжная сборная Бразилии.

## Команды-участницы
Доминиканская Республика — команда страны-организатора;
Чехия — по итогам молодёжного чемпионата Европы 2000;
Китай, Южная Корея, Тайвань — по итогам молодёжного чемпионата Азии 2000;
Куба — по итогам молодёжного чемпионата Северной, Центральной Америки и Карибского бассейна (NORCECA) 2000;
Бразилия — по итогам молодёжного чемпионата Южной Америки 2000;
Алжир — по итогам молодёжного чемпионата Африки 2000;
Италия, Польша, Турция, Германия, Хорватия — по итогам европейской квалификации;
США, Аргентины, Венесуэла — по итогам панамериканской квалификации.

## Квалификация
Всего для участия в чемпионате мира квалифицировались 16 команд. Кроме сборной Доминиканской Республики, представлявшей страну-хозяйку чемпионата, 5 команд преодолели отбор по итогам пяти континентальных чемпионатов. Остальные 10 путёвок должны были быть распределены по итогам континентальных квалификационных турниров (5 мест предоставлено Европе, 3 — Америке и по одному — Азии и Африке). Азиатский и африканский турниры не состоялись и два вакантных места предоставлены Азии по итогам её континентального первенства.  
| Турнир                                               | Дата                | Место проведения | Команды                    |
| ---------------------------------------------------- | ------------------- | ---------------- | -------------------------- |
| Сборная страны-организатора чемпионата               |                     |                  | Доминиканская Республика   |
| Чемпионат Европы среди молодёжных команд 2000        | 5—12 августа 2000   | Невшатель        | Чехия                      |
| Чемпионат Азии среди молодёжных команд 2000          | 12—17 сентября 2000 | Дагупан          | Китай Южная Корея Тайвань* |
| Чемпионат NORCECA среди молодёжных команд 2000       | 3—11 августа 2000   | Гавана           | Куба                       |
| Чемпионат Южной Америки среди молодёжных команд 2000 | 4—9 сентября 2000   | Медельин         | Бразилия                   |
| Чемпионат Африки среди молодёжных команд 2000        |                     |                  | Алжир                      |
| Европейский отборочный турнир                        | 23—28 мая 2003      | Бургас           | Германия                   |
| Европейский отборочный турнир                        | 23—28 мая 2003      | Минск            | Польша                     |
| Европейский отборочный турнир                        | 23—28 мая 2003      | Мармарис         | Турция                     |
| Европейский отборочный турнир                        | 23—28 мая 2003      | Пула             | Италия Хорватия**          |
| Панамериканский отборочный турнир                    | май 2001            |                  | США Аргентина Венесуэла    |

* Тайвань в числе участников заменил Японию и вторую команду Африки.
** Хорватия получила путёвку на чемпионат мира в качестве команды, имевшей лучшие показатели среди занявших в группах европейской квалификации вторые места.

## Система розыгрыша
Соревнования состояли из предварительного этапа и плей-офф. На предварительной стадии 16 команд-участниц были разбиты на 4 группы, в которых играли в один круг. Победители групп напрямую вышли в четвертьфинал плей-офф. Команды, занявшие в группах 2-е и 3-е места, образовали 4 пары 1/8 финала, победители в которых также вышли в четвертьфинал. Четвертьфиналисты по системе с выбыванием определили участников финала, которые разыграли первенство.  

## Предварительный этап
|  | Прошедшие в 1/4-финала плей-офф |
|  | Прошедшие в 1/8-финала плей-офф |

### Группа A
| М | Команда                  | 1   | 2   | 3   | 4   | И | В | П | С/П | О |
| - | ------------------------ | --- | --- | --- | --- | - | - | - | --- | - |
| 1 | Италия                   |     | 3:0 | 3:0 | 3:0 | 3 | 3 | 0 | 9:0 | 6 |
| 2 | Доминиканская Республика | 0:3 |     | 3:0 | 3:1 | 3 | 2 | 1 | 6:4 | 5 |
| 3 | Алжир                    | 0:3 | 0:3 |     | 3:1 | 3 | 1 | 2 | 3:7 | 4 |
| 4 | Венесуэла                | 0:3 | 1:3 | 1:3 |     | 3 | 0 | 3 | 2:9 | 3 |

1 сентября
Италия — Венесуэла 3:0 (25:14, 25:15, 25:18); Доминиканская Республика — Алжир 3:0 (25:16, 25:16, 25:20).
2 сентября
Алжир — Венесуэла 3:1 (10:25, 25:20, 25:13, 25:21); Италия — Доминиканская Республика 3:0 (25:17, 25:19, 25:11).
3 сентября
Италия — Алжир 3:0 (25:7, 25:13, 25:6); Доминиканская Республика — Венесуэла 3:1 (25:19, 25:17, 18:25, 25:21).

### Группа В
| М | Команда   | 1   | 2   | 3   | 4   | И | В | П | С/П | О |
| - | --------- | --- | --- | --- | --- | - | - | - | --- | - |
| 1 | Турция    |     | 3:2 | 3:0 | 3:2 | 3 | 3 | 0 | 9:4 | 6 |
| 2 | Хорватия  | 2:3 |     | 3:1 | 3:1 | 3 | 2 | 1 | 8:5 | 5 |
| 3 | Аргентина | 0:3 | 1:3 |     | 3:2 | 3 | 1 | 2 | 4:8 | 4 |
| 4 | Куба      | 2:3 | 1:3 | 2:3 |     | 3 | 0 | 3 | 5:9 | 3 |

1 сентября
Хорватия — Аргентина 3:1 (20:25, 25:12, 25:17, 25:21); Турция — Куба 3:2 (19:25, 22:25, 25:23, 28:26, 15:10).
2 сентября
Турция — Аргентина 3:0 (25:18, 25:19, 25:22); Хорватия — Куба 3:1 (25:23, 25:22, 23:25, 25:15).
3 сентября
Турция — Хорватия 3:2 (26:24, 17:25, 25:19, 22:25, 15:13); Аргентина — Куба 3:2 (25:23, 23:25, 17:25, 25:16, 15:11).

### Группа С
| М | Команда  | 1   | 2   | 3   | 4   | И | В | П | С/П | О |
| - | -------- | --- | --- | --- | --- | - | - | - | --- | - |
| 1 | Бразилия |     | 3:0 | 3:0 | 3:0 | 3 | 3 | 0 | 9:0 | 6 |
| 2 | Германия | 0:3 |     | 3:2 | 3:0 | 3 | 2 | 1 | 6:5 | 5 |
| 3 | Чехия    | 0:3 | 2:3 |     | 3:0 | 3 | 1 | 2 | 5:6 | 4 |
| 4 | США      | 0:3 | 0:3 | 0:3 |     | 3 | 0 | 3 | 0:9 | 3 |

1 сентября
Чехия — США 3:0 (25:8, 25:21, 25:12); Бразилия — Германия 3:0 (25:18, 25:18, 25:19).
2 сентября
Германия — Чехия 3:2 (25:20, 25:18, 13:25, 24:26, 15:12); Бразилия — США 3:0 (25:9, 25:16, 25:22).
3 сентября
Германия — США 3:0 (25:13, 25:19, 25:15); Бразилия — Чехия 3:0 (25:20, 25:15, 25:12).

### Группа D
| М | Команда     | 1   | 2   | 3   | 4   | И | В | П | С/П | О |
| - | ----------- | --- | --- | --- | --- | - | - | - | --- | - |
| 1 | Китай       |     | 3:0 | 3:0 | 3:0 | 3 | 3 | 0 | 9:0 | 6 |
| 2 | Южная Корея | 0:3 |     | 3:0 | 3:0 | 3 | 2 | 1 | 6:3 | 5 |
| 3 | Тайвань     | 0:3 | 0:3 |     | 3:0 | 3 | 1 | 2 | 3:6 | 4 |
| 4 | Польша      | 0:3 | 0:3 | 0:3 |     | 3 | 0 | 3 | 0:9 | 3 |

1 сентября
Китай — Польша 3:0 (25:9, 25:21, 25:16); Южная Корея — Тайвань 3:0 (25:21, 25:19, 25:11).
2 сентября
Китай — Тайвань 3:0 (25:17, 25:19, 25:21); Южная Корея — Польша 3:0 (25:19, 25:14, 25:21).
3 сентября
Тайвань — Польша 3:0 (25:13, 25:14, 25:20); Китай — Южная Корея 3:0 (25:18, 25:11, 25:23).

## Классификационные матчи
5 сентября
Китай — Турция 3:1 (25:16, 23:25, 25:13, 25:15).
Италия — Бразилия 3:2 (25:27, 18:25, 25:20, 25:23, 18:16).

## Плей-офф

### 1/8 финала
5 сентября
Южная Корея — Чехия 3:2 (25:27, 21:25, 30:28, 25:18, 15:10).
Тайвань — Германия 3:2 (20:25, 19:25, 25:21, 25:23, 15:11).
Хорватия — Алжир 3:0 (25:15, 25:14, 25:17).
Аргентина — Доминиканская Республика 3:0 (28:26, 25:22, 25:18).

### Четвертьфинал
7 сентября
Южная Корея — Турция 3:2 (21:25, 25:19, 25:22, 20:25, 15:11).
Италия — Тайвань 3:0 (25:23, 25:20, 25:17).
Китай — Хорватия 3:0 (25:22, 25:18, 25:16).
Бразилия — Аргентина 3:0 (25:19, 25:18, 25:13).

### Полуфинал за 5—8-е места
8 сентября
Хорватия — Аргентина 3:1 (25:22, 23:25, 25:20, 25:23).
Тайвань — Турция 3:0 (25:19, 25:11, 25:23).

### Полуфинал за 1—4-е места
8 сентября
Бразилия — Китай 3:2 (25:22, 18:25, 25:21, 23:25, 15:8).
Южная Корея — Италия 3:1 (17:25, 25:22, 25:22, 30:28).

### Матч за 7-е место
9 сентября
Аргентина — Турция 3:0 (25:23, 25:16, 27:25).

### Матч за 5-е место
9 сентября
Хорватия — Тайвань 3:0 (25:15, 25:15, 25:21).

### Матч за 3-е место
9 сентября
Китай — Италия 3:0 (26:24, 25:22, 25:22).

### Финал
9 сентября
Бразилия — Южная Корея 3:0 (25:16, 25:18, 25:13).

## Итоги

### Положение команд
| Место | Команда                  |
| ----- | ------------------------ |
| 1     | Бразилия                 |
| 2     | Южная Корея              |
| 3     | Китай                    |
| 4     | Италия                   |
| 5     | Хорватия                 |
| 6     | Тайвань                  |
| 7     | Аргентина                |
| 8     | Турция                   |
| 9—12  | Доминиканская Республика |
| 9—12  | Германия                 |
| 9—12  | Чехия                    |
| 9—12  | Алжир                    |
| 13—16 | Куба                     |
| 13—16 | Венесуэла                |
| 13—16 | Польша                   |
| 13—16 | США                      |

### Призёры
Бразилия: Жулиана ду Насименту Коста, Паула Невис Баррос, Жозефа Фабиола Алмейда ди Соуза Алвис, Паула Маркис Пекено, Ана Кристина Вилела Порто, Сесилия Менезис ди Соуза, Веридиана Фонсека, Велисса ди Соуза Гонзага (Сасса), Жулиана Боргис Саракуза, Жаклин Перейра ди Карвальо, Андрея Сфорсин Лоренс, Шейла Таварис ди Кастро. Главный тренер — Антонио Ризола Нето.
  Южная Корея: Ким Чжи Хё, Ким Со Чжон, Пак Сон Ми, Лим Хё Сук, Лим Ю Чжин, Нам Чже Ён, Хан Ю Ми, Юн Со Хён, Ким Ён Сим, Ли Хён Чжи, Со Юн Ми. Главный тренер — Ким Мён Су.
  Китай: Чжоу Юэньань, Чжао Юн, Люй Янь, Чжан Пин, Чжао Цзин, Ли Цзюань, ... Главный тренер — Цай Бинь.

### Индивидуальные призы
- MVP:  Жаклин Карвальо
- Лучшая связующая:  Чжоу Юэньань
- Лучшая нападающая:  Чжан Пин
- Лучшая блокирующая:  Драгана Маринкович
- Лучшая либеро:  Рамона Пуэрари
- Лучшая в защите:  Сандра Ферреро
- Лучшая на подаче:  Франческа Ферретти
- Лучшая на приёме:  Лю Ли Фан
- Самая результативная:  Хан Ю Ми